# Tramvajski prijevoz u Osijeku
Tramvajski prijevoz u Osijeku postoji od 1884. godine, kada je s radom krenuo konjski tramvaj. Time je Osijek postao prvi grad u Hrvatskoj i jedan od prvih gradova u ovom dijelu Europe s uvedenim tramvajskim prijevozom. Elektrifikacija sustava izvršena je 1926. Danas se tramvajski prijevoz odvija na dvije dnevne linije, a njime upravlja Gradski prijevoz putnika Osijek (GPP).

## Povijest
Vidi još: Konjski tramvaj u Osijeku
Prije uvođenja tramvaja osječki gradski prijevoz sastojao se od kočija i kola, kojima su privatnici prevozili putnike i teret. Moguće uvođenje tramvaja u javni prijevoz prvi se put spominjalo 1868., no to se nije ostvarilo do 1884., unatoč subvencijama koje je gradska uprava nudila za izgradnju sustava.
Godine 1883. osnovano je Dioničko društvo za izgradnju konjske željeznice u Osijeku, koje je 14. srpnja te godine dobilo koncesiju nad izgradnjom jednokolosječne tramvajske pruge. Ona je 10. rujna 1884. svečano puštena u promet, a vodila je od gornjogradske crkve sv. Roka preko Tvrđe do Donjega grada. Godine 1889. izgrađena je pruga prema željezničkom kolodvoru, a kasnije i od Tvrđe prema Gradskom vrtu.
Godine 1898. predložena je elektrifikacija tramvaja, no zbog nesuglasica između gradske uprave te Dioničkog društva za plin i Dioničkog društva za tramvaj, cjelokupna elektrifikacija grada je kasnila, pa je i tramvaj u konačnici elektrificiran tek 1926. Te je godine, 1. travnja, pola sata nakon ponoći, konjski tramvaj vožnjom od Donjega prema Gornjemu gradu završio svoj rad. Istodobno su počeli radovi na elektrifikaciji sustava, koji su završili 12. prosinca 1926., kada je električni tramvaj prvi put krenuo u promet na izmijenjenoj trasi od Podgrađa do Donjeg grada, koja je umjesto skretanja u Tvrđu, išla linijom kakva je i danas. Promijenjena je i trasa druge linije, pa je tramvaj prema kolodvoru preusmjeren na Đakovštinu, umjesto na današnju ulicu Hrvatske Republike, gdje se do tada prometovalo. Prve osječke električne tramvaje proizvela je češka Škoda.
Početkom 1960-ih počeli su prometovati hrvatski tramvaji TMK 101 proizvedeni u Đuri Đakoviću, a 1968. u promet se uvode prve Tatre T3, proizvedene u češkom ČKD-u. One su, kao najsuvremeniji tramvaj tog vremena, počele postupno zamjenjivati tramvaje TMK 101, koji su 1972. prevezeni u Zagreb.
Početkom 1970-ih izgrađena je nova dvokolosječna pruga od Podgrađa do početka Višnjevca, a 1990. na drugoj liniji i pruga do sredine Vinkovačke ulice. Uslijedio je Domovinski rat i srpska opsada Osijeka koji su pogodili i osječki tramvajski sustav. Poginule su dvije vozačice tramvaja: Nezida Tojčić za upravljačem tramvaja i Marija Lacković tijekom povlačenja u sklonište. I drugi su djelatnici u tramvajskom prometu riskirali živote, kako bi sugrađanima omogućili prijevoz na željena odredišta. Radnici zaduženi za kontaktne vodove često su za vrijeme oglašene opasnosti popravljali vodove, kako bi nakon prestanka opasnosti tramvaji mogli prevesti putnike. Među metama granatiranja velikosrpskog agresora našla se i remiza, u kojoj je nekoliko tramvaja nepovratno uništeno. Zbog toga su noću preostala vozila izmještana po ulicama širom grada, gdje su bila relativno sigurnija.
Godine 1995. nabavljeno je iz Mannheima nekoliko tramvaja Düwag GT-6, koji se zbog većeg kapaciteta putnika i danas koriste tijekom dnevnih gužvi. Godine 2006. druga linija produžena je dvokolosječno do Mačkamame, a 2008. jednokolosječno do Bikare. Tijekom 2006. i 2007. tramvaji Tatra T3 postupno su obnavljani u češkom Krnovu na suvremeni tip Tatra T3R.PV. Godine 2008. počeo je s radom sustav elektronske naplate prijevoza Butra.
Istodobno je nastavljeno planiranje širenja tramvajske mreže. U svibnju 2012. potpisan je ugovor o gradnji pruge kroz Višnjevac i Josipovac, prema kojem bi se u prvoj fazi izgradila pruga do središta Višnjevca, a u drugoj do središta Josipovca. Radovi na prvoj fazi završeni su 30. studenog 2014. otvaranjem nove dionice pruge kroz Višnjevac. Početkom listopada 2016. objavljeno je da će europskim fondovima biti financiran nastavak izgradnje pruge prema Josipovcu, kao i kupnja 30 niskopodnih tramvaja. Također, predviđeno je spajanje dviju linija između Zelenog Polja i Bikare, izgradnja nove pruge prema Centralnom groblju te izgradnja nove kontaktne mreže i remize. Spomenuti projekt na kraju nije ostvaren.
Tek je 29. rujna 2021. potpisan ugovor u vezi s osuvremenjivanjem cjelokupnog javnog gradskog prijevoza, s naglaskom na osuvremenjivanje tramvajskog prijevoza , a koje bi obuhvaćalo obnovu 9,5 kilometara pruge, obnovu ispravljačkih stanica i elektromreže, prilagodbu 23 tramvajska stajališta osobama s invaliditetom i u konačnici kupnju 23 niskopodna tramvaja. Realizacija projekta započela je 21. ožujka 2022. radovima u Strossmayerovoj ulici, na dionici između Svilajske ulice i starog višnjevačkog okretišta, gdje je prvo uklonjen stari, a potom postavljen i novi kolosijek. Radovi na navedenoj dionici završeni su sredinom lipnja iste godine kada je započela obnova na dionici između trga Ante Starčevića i Rokove ulice.
Dana 7. ožujka 2025. godine predstavljen je Končarov tramvajski model TMK 2500, prvi novi tramvaj u osječkom prometu od 1982. godine, a ujedno i prvi niskopodni tramvaj Osijeka. Model je stvoren u sklopu ugovora između Končara i Grada Osijeka potpisanog 6. rujna 2023., kojim je za grad naručeno 10 tramvaja s cijenom od 25 milijuna eura. Ugovorom je dogovoren rok za isporuku prvog tramvaja za ožujak, a posljednjeg za rujan 2025. godine. 30.4.2025., nakon više od mjesec dana testiranja, prilagođavanja tramvajske infrastrukture i otklanjanja kvarova na naponskoj mreži, prvi TMK 2500 započeo je s redovitim prijevozom putnika. Gradonačelnik Osijeka Ivan Radić izjavio je prilikom predstavljanja prvoga novog tramvaja da je uspostavljen i okviran ugovor za dodatnih 10 vozila.

## Linije
U Osijeku postoje dvije tramvajske linije:
- 1 : Višnjevac – Zeleno polje
  - Višnjevac – Ulica bana J. Jelačića – Ulica J. J. Strossmayera – Trg A. Starčevića – Europska avenija – Ulica cara Hadrijana – Ulica Matije Gupca – Zeleno polje
- 2 : Trg Ante Starčevića – Bikara
  - (Vozi kružno: Đakovština → Željeznički kolodvor → Ulica S. Radića → Trg A. Starčevića → Đakovština) – Vinovačka cesta – Gacka ulica – Ulica M. Divalta – Bikara

## Vozni park
| slika | naziv                        | garažne oznake           | broj primjeraka (u službi) | napomena |
| ----- | ---------------------------- | ------------------------ | -------------------------- | --- |
|       | TMK 2500                     | 2501-2504                | 6 (5)                      | Naručeno ukupno 10 vozila, isporuka od ožujka do rujna 2025. godine.                                                        |
|       | Tatra T3R.PV                 | 0601 – 0611, 0712 – 0717 | 17 (17)                    | Bivše Tatre T3YU, obnovljene 2006. i 2007.                                                                                  |
|       | Tatra T3YU                   | 8225 – 8226              | 2 (0)                      | Preostale Tatre T3YU koje nisu obnovljene 2006. i 2007. Nisu u aktivnoj službi.                                             |
|       | Düwag GT-6                   | 9527 9528 9530 0934      | 4 (0)                      | Nabavljeni 1995. iz Mannheima. Nabavljeni 2009. iz Zagreba.                                                                 |
|       | Düwag GT-6 Mannheim          | 1237 1239                | 2 (0)                      | Nabavljeni 2012. iz Zagreba.                                                                                                |
|       | Stari tramvaj iz 1926. Škoda | 8                        | 1 (0)                      | Originalni električni osječki tramvaj iz 1926. (Nije u voznom stanju od 2014. zbog popravka kontrolera – ručice upravljača) |

## Naplata prijevoza
Za naplatu prijevoza uglavnom se koriste kartice sustava Butra:
- opće kartice
- učeničke kartice
- studentske kartice
- umirovljeničke kartice
- kartice za nezaposlene
- kartice za djecu
- vrijednosne kartice

Osim karticama Butra, prijevoz se naplaćuje i jednokratnim te dnevnim kartama.

## Poveznice
- Javni gradski promet u Osijeku‎
- Gradski prijevoz putnika Osijek‎